# Albert Hadda
Albert Hadda (geboren 30. August 1892 in Laurahütte, Landkreis Kattowitz, Provinz Schlesien; gestorben 1975 in Frankfurt am Main) war ein deutscher Architekt.

## Leben
Albert Hadda wurde 1892 in der oberschlesischen Gemeinde Laurahütte als Sohn von Martin und Bertha Hadda geboren. Kurz nach seiner Geburt siedelte die Familie nach Breslau über, wo Hadda von 1909 bis 1913 an der Staatlichen Akademie für Kunst und Gewerbe u. a. bei Hans Poelzig Architektur studierte. Dort begegnete er der Kunststudentin Berta Simlinger, die er 1920 heiratete. Noch im gleichen Jahr zog das Paar nach Berlin.
In Berlin bekam Hadda 1929 eine Stelle im Atelier von Walter Gropius, wo er bis 1932 arbeitete, bis ihn Gropius nach der Machtergreifung der Nationalsozialisten entlassen musste. Hadda ging mit seiner Frau und den drei Töchtern zurück nach Breslau und wurde in der Zeit des Nationalsozialismus verfolgt. Als „Volljude“ konnte er seinen Beruf nicht mehr ausüben, da ihm die Aufnahme in die Reichskammer der bildenden Künste verwehrt wurde. Hadda gründete daraufhin einen Umschulungskurs für Auswanderer nach Palästina, mit dem Ziel, junge Menschen in klassischen Handwerksberufen auszubilden. Gleichzeitig entwarf er praktische Möbelstücke für die Auswanderer.
Während seine zum Judentum übergetretene Ehefrau in Breslau Zwangsarbeit verrichten musste, wurde Hadda selbst 1941 in das KZ Groß-Rosen gebracht, wo er in einem Steinbruch arbeitete. Dort zog er sich eine schwere Beinverletzung zu, die ihn den Rest seines Lebens begleiten sollte.
Hadda überlebte das Konzentrationslager und ging nach dem Zweiten Weltkrieg erst nach Fulda. Von dort wanderte er 1948 mit seiner Familie nach Israel aus. Wegen des Todes seiner Frau und der unbefriedigenden beruflichen Situation in einer Tel Aviver Baufirma kam er 1952 nach Deutschland zurück. 1975 starb er in Frankfurt am Main. Bestattet wurde er auf dem jüdischen Friedhof in Stockholm, wo eine Tochter Haddas lebte.